# Marvel 2004 Especial
Marvel 2004 Especial foi uma publicação especial de histórias em quadrinhos, originalmente publicadas pela editora estadunidense Marvel Comics, distribuídas no Brasil pela Editora Panini. Esta edição serviu como elo entre as revistas Marvel 2003, cancelada em dezembro de 2003, e Poderosos Vingadores, lançada em fevereiro de 2004. A edição publicou histórias dos Vingadores (Avengers), Homem de Ferro (Iron Man) e Thor.

## Publicação pela Panini Comics

### Marvel 2004 Especial (2002)

#### Séries
- Avengers (#01)
- Iron Man (#01)
- Thor (#01)

#### Edições
| Edição nacional | Histórias                                                    | Data de publicação |
| --------------- | ------------------------------------------------------------ | ------------------ |
| #01             | Avengers #50 Avengers #51 Iron Man #51 Iron Man #52 Thor #45 | jan 04             |